# Borlänge Ridklubb
Borlänge Ridklubb, förkortat BRK, bildades 1973 och är en ridklubb ansluten till Svenska Ridsportförbundet som driver ridskola och anordnar tävlingar.

1973-2010 höll klubben till på ridanläggningen i Lerbäcken, men sedan år 2011 finns klubben i Rommeholen.
Klubben vann år 1981 ridborgarmärkestävlingen som Svenska Ridsportförbundet anordnar.
Ungdomssektionen (USEK) fick år 2000 Svenska Ridsportförbundets stipendium "Årets ungdomssektion". 